# 多苞兔儿风
多苞兔儿风（学名：Ainsliaea multibracteata）为菊科兔儿风属的植物，是中国的特有植物。分布于中国大陆的四川等地，生长于海拔850米至1,000米的地区，多生在河边及林中，目前尚未由人工引种栽培。